# Bedřich Glaser

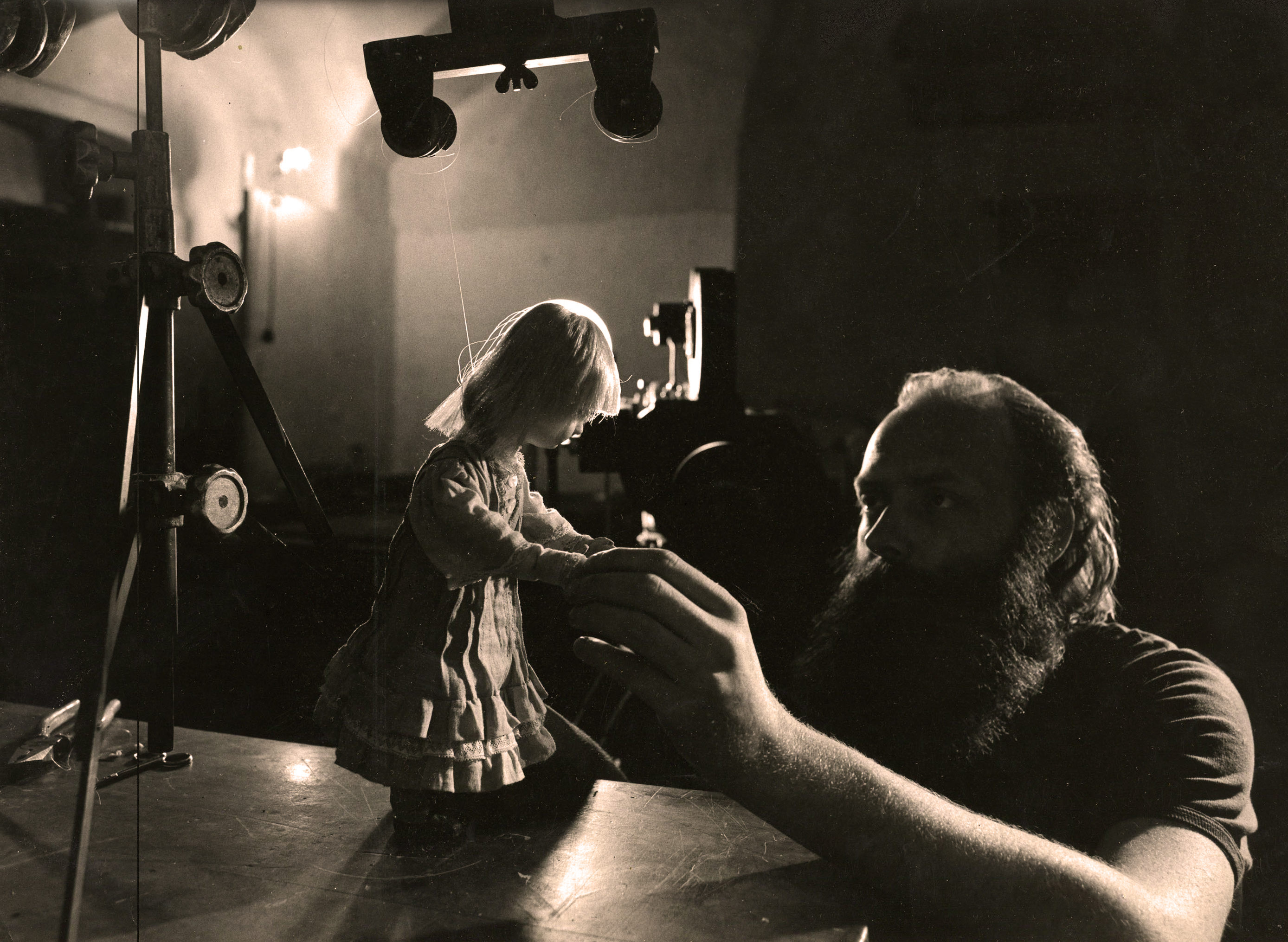
Něco z Alenky (režie Jan Švankmajer 1980)

Bedřich Glaser (* 1. listopadu 1957, Praha) je český malíř, výtvarník, animátor a režisér.

## Život
Po ukončení SUPŠ v Praze na Žižkově – obor animovaný film, pracoval od roku 1977 jako animátor ploškového filmu ve studiu Krátkého filmu ve Wenzigově ul., později v Čiklově ul. Od roku 1980 se stal „dvorním“ animátorem Jana Švankmajera. V roce 1987 odešel z Krátkého filmu na „volnou nohu“, aby se mohl plnohodnotně věnovat natáčení Švankmajerova prvního celovečerního filmu Něco z Alenky. Od roku 1989 se zabýval mimo jiné tvorbou reklam a hudebních klipů pro skupiny Stromboli, Precedens, Čechomor, The Plastic People of the Universe a další. Spolupracoval na výtvarné stránce CD Ceremony of Innocences, které produkoval zpěvák Peter Gabriel.
Spolu se svojí ženou Světlanou Glaserovou natočil několik krátkých animovaných filmů. Kromě grafiky a knižních ilustrací se věnuje převážně malování rozměrných olejomaleb.

### Rodina
V roce 1977 se oženil se svoji spolužačkou z SUPŠ Světlanou Kličkovou, dcerou spisovatele Václava Kličky, se kterou má čtyři děti.

## Dílo

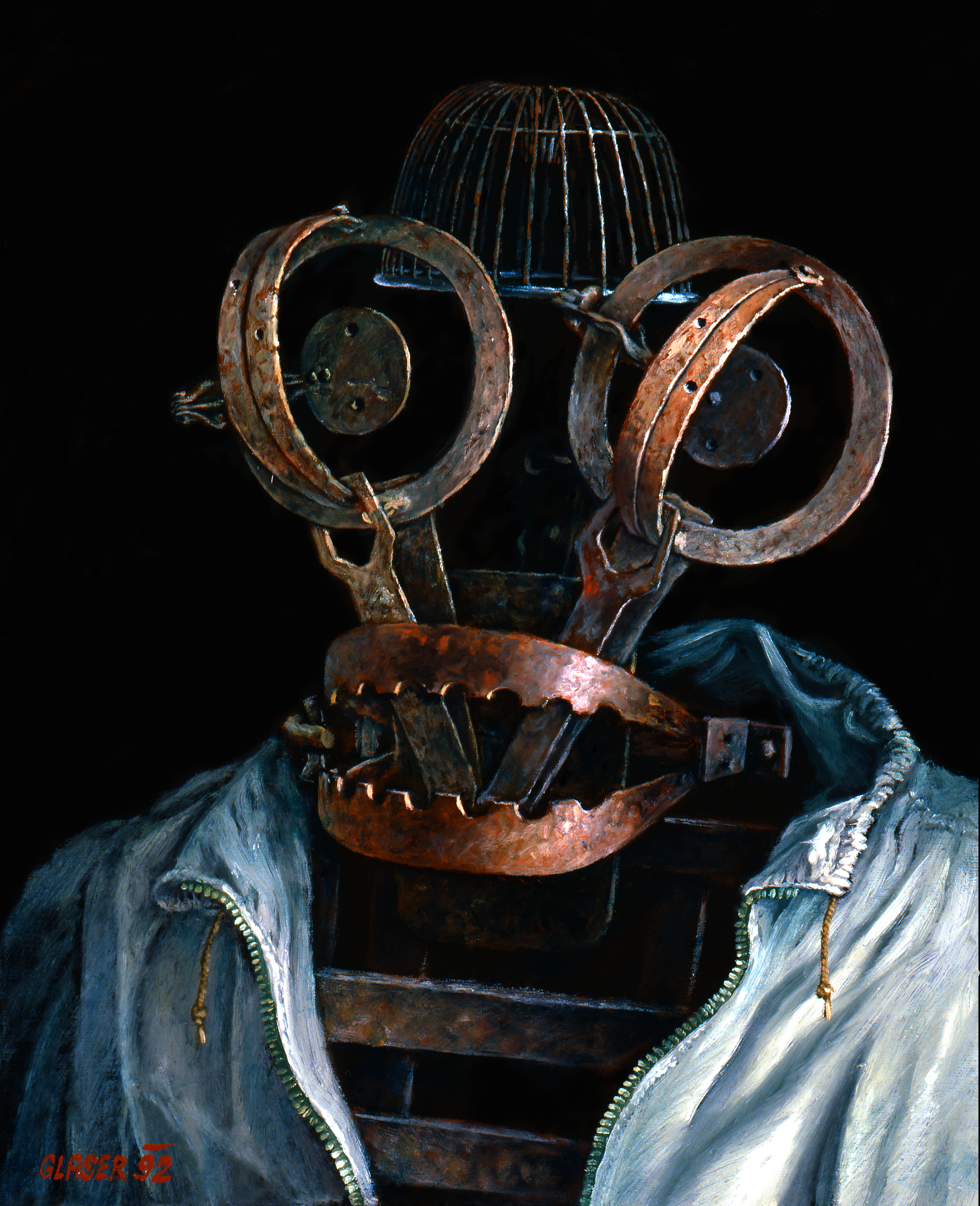
Pasťák olej na plátně 1992

### Vlastní krátké filmy

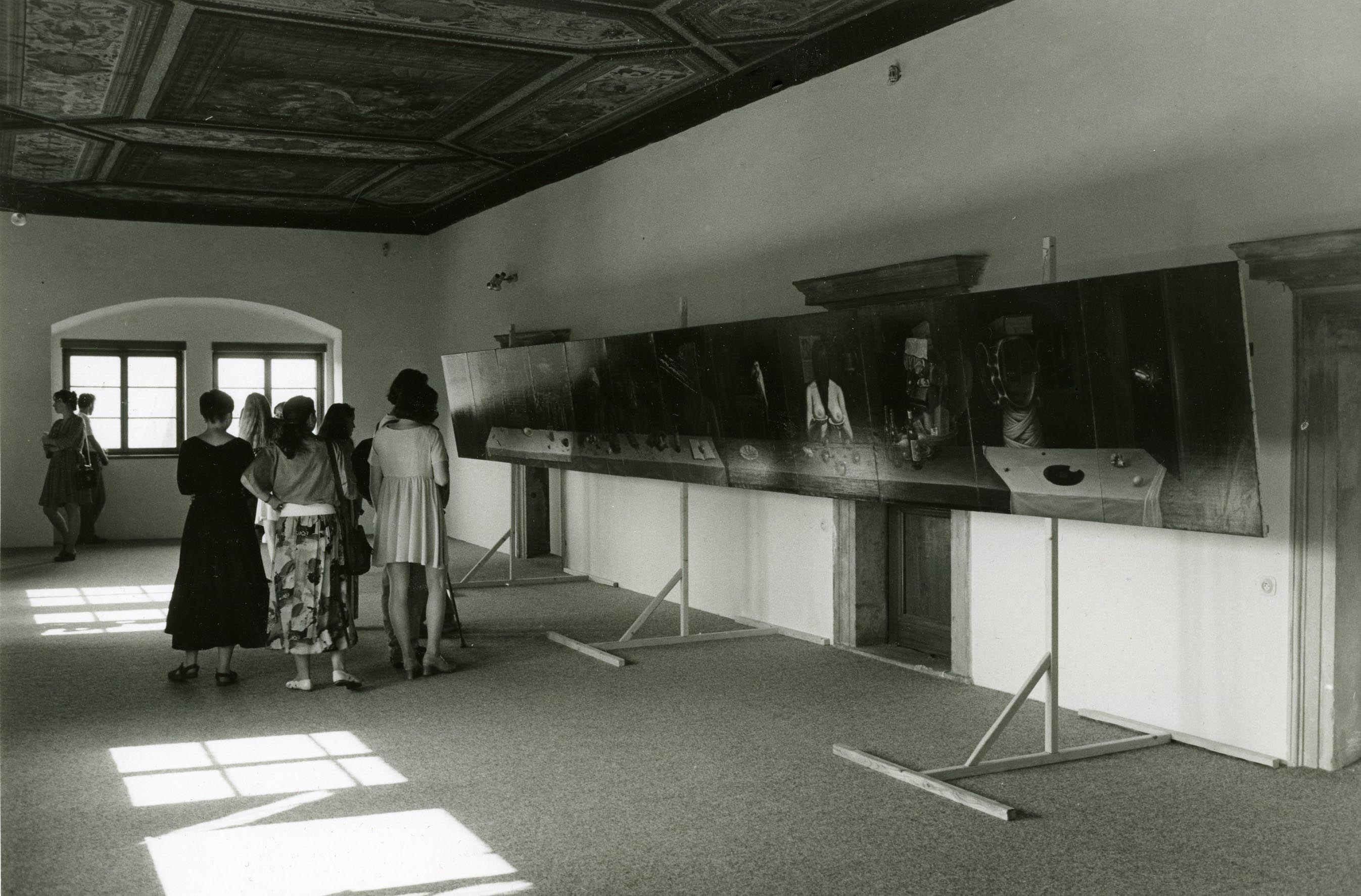
Schwarzenberský palác 1995 - samostatná výstava

- 2004 Samotář
- 2006 Host
- 2007 Stroj
- Schwarzenberský palác 1995 - samostatná výstavaOpus Magnum olej na plátně2009 Hrad

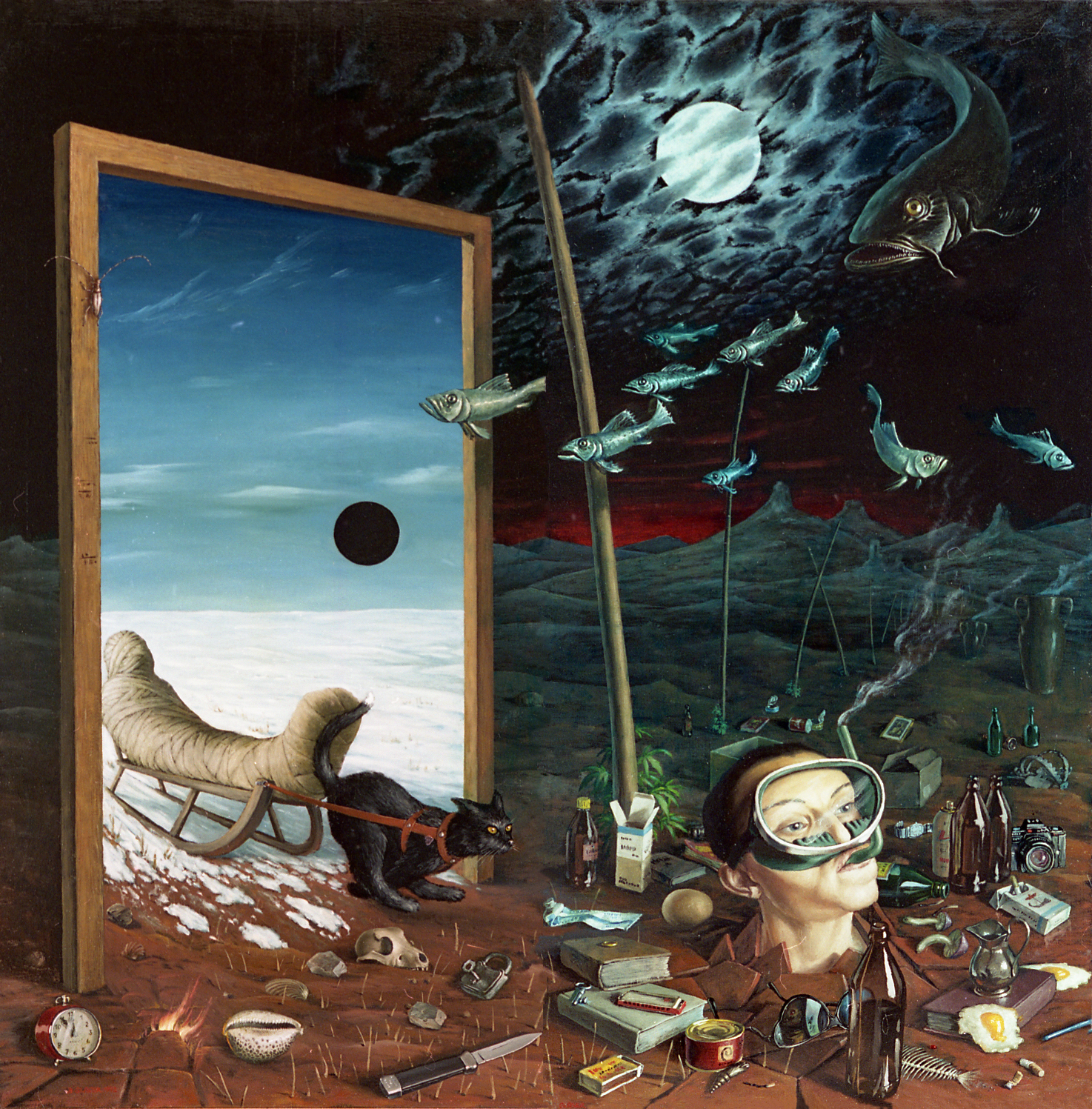
Opus Magnum olej na plátně

### Animátor filmů Jana Švankmajera
- 1981 Zánik domu Usherů
- 1983 Kyvadlo, jáma a naděje
- 1988 Mužné hry
- 1988 Another Kind of Love (Jiný druh lásky)

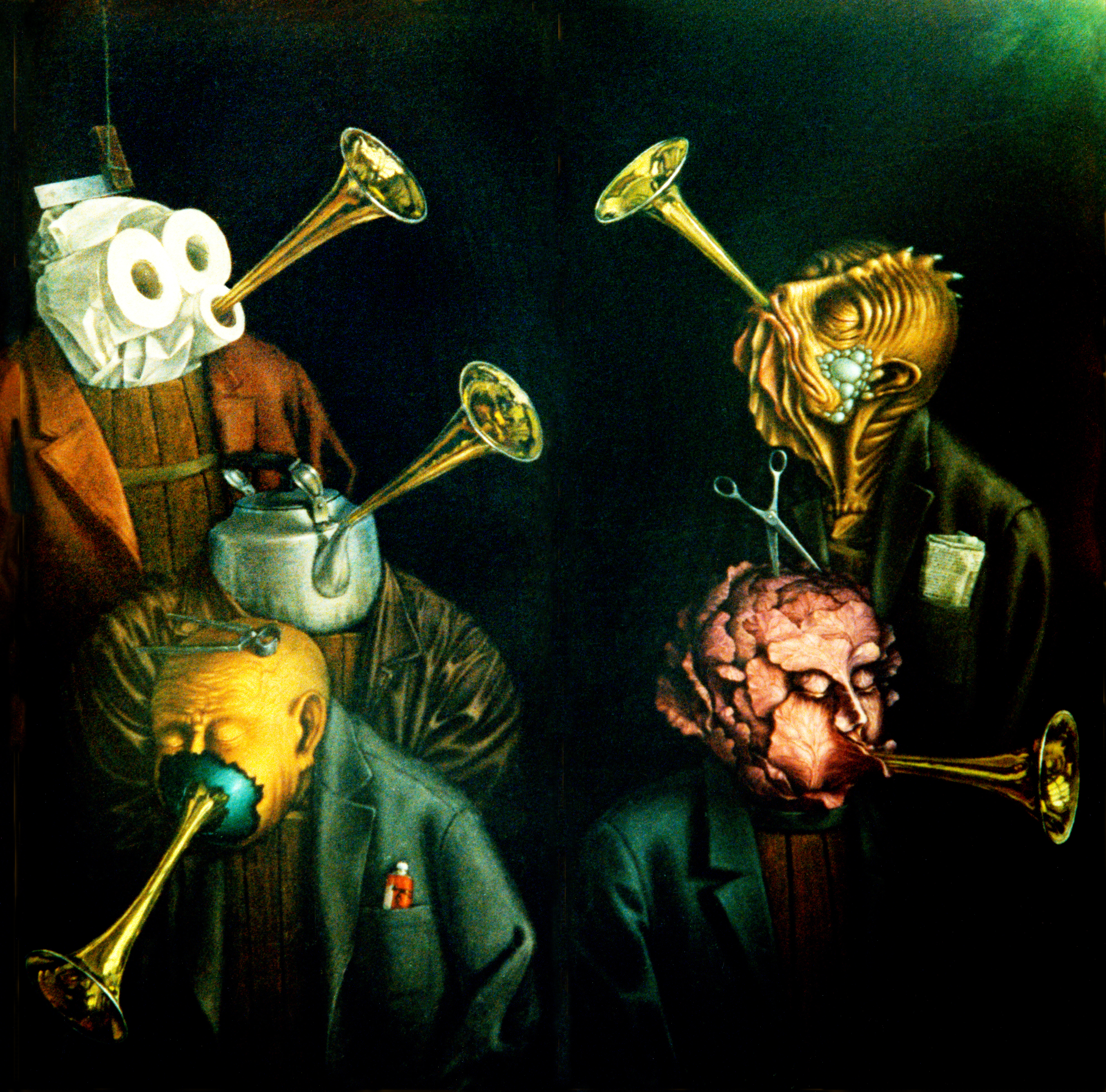
Muzikanti olej na plátně

- 1989 Tma Světlo Tma
- 1989 Zamilované maso
- 1989 Flora
- 1990 Konec stalinismu v Čechách

### Celovečerní filmy s Janem Švankmajerem

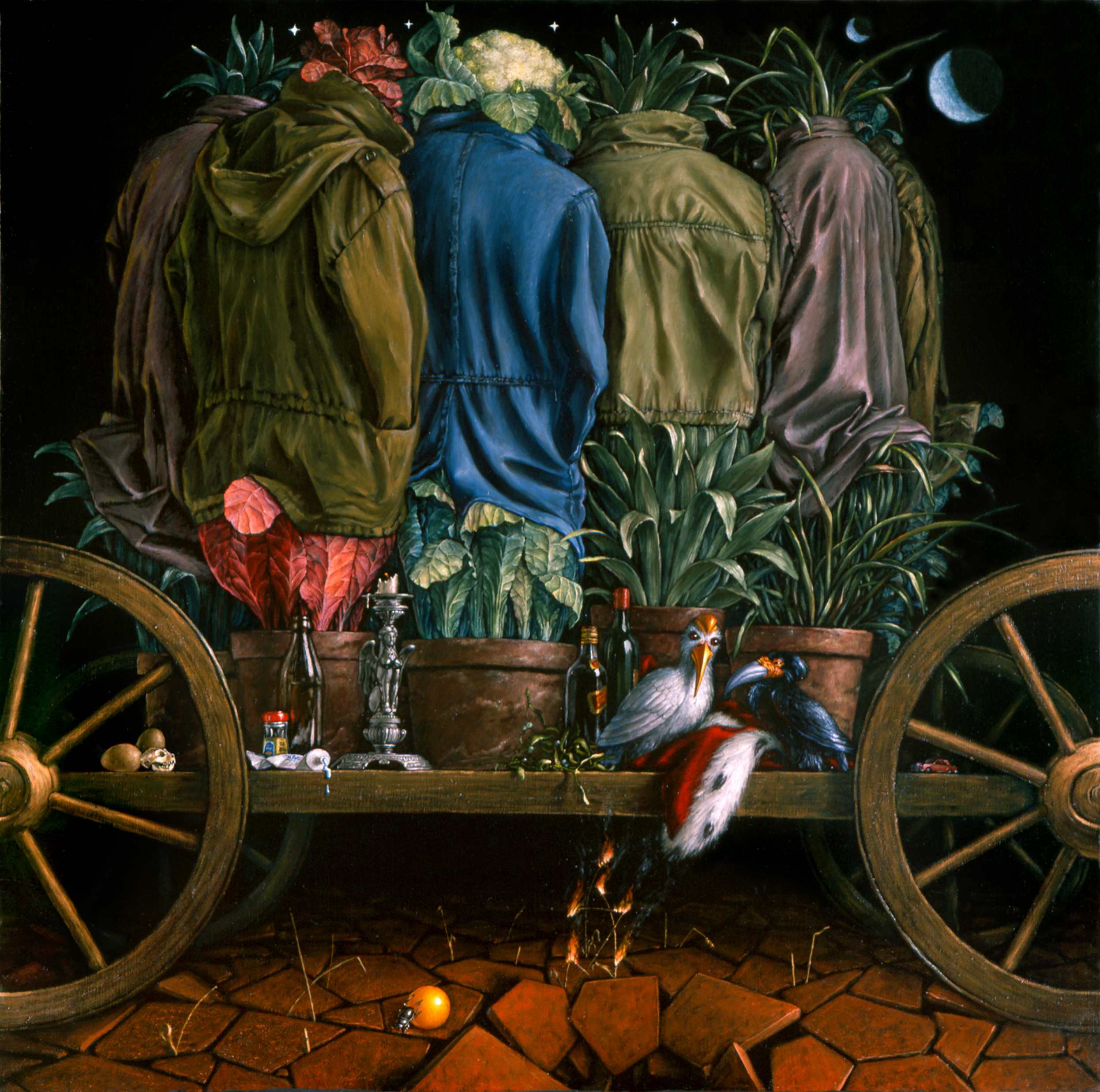
Velký vůz olej na plátně

- 1988 Něco z Alenky
- 1994 Lekce Faust
- 1996 Spiklenci slasti
- Velký vůz olej na plátně2000 Otesánek
- 2005 Šílení[2]

### Další animace
- 1981 Tajemství hradu v Karpatech (rež. Oldřich Lipský)
- 1981 Monstrum z galaxie Arkana (rež. Dušan Vukotić)
- 1981 Projekt (rež. Jiří Barta)
- 1983 Návštěvníci (rež. Jindřich Polák)
- 1983 Tři veteráni (rež. Oldřich Lipský)
- Brána Sídhé olej na plátně1984 Rumburak (rež. Václav Vorlíček

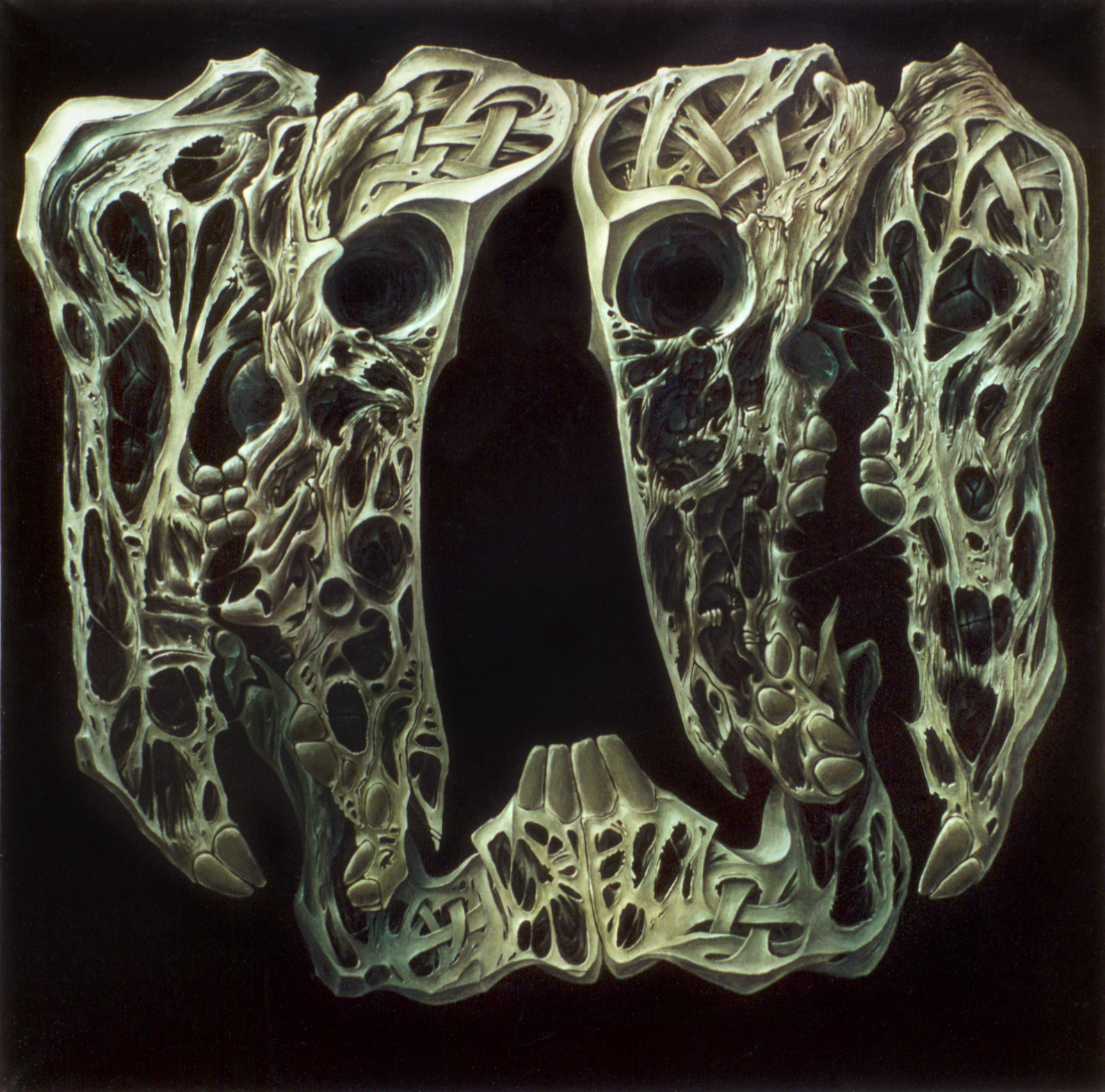
Brána Sídhé olej na plátně

- 1985 Perinbaba (rež. Juraj Jakubisko)
- 1986 Kouzelné galoše (rež. Juraj Herz)
- 1987 Křeček v noční košili (rež. Václav Vorlíček)
- 1994 Tom Paleček (rež. Jan Balej)
- 2001  Z pekla štěstí 2 (rež. Zdeněk Troška)
- 2002 Waterloo po Česku (rež. Vít Olmer)
- Pat a Mat (rež. Marek Beneš)
- 2009 Na půdě aneb Kdo má dneska narozeniny? (rež. Jiří Barta)

### Malba, kresba, grafika a knižní ilustrace
nakladatelství MAŤA
- Noční můry s čápem Marabu – Irving Welsh
- Vteřiny věčnosti – Ladislav Klíma
- Lidská tragikomedie – Ladislav Klíma
- Utrpení knížete Šternenhocha – Ladislav Klíma
- ...a vyberte si – Jan Pelc

## Výstavy
společné
- 1989 – "Vinohradská tržnice" – Praha
- 1990 – "Kde je pes štěkají lvi" – Praha (2 obrazy zakoupila Olga Havlová[zdroj⁠?!])
- 1992 – „Esoterická výstava“ Kulturní dům – Kamenice u Prahy
- 1993 – Výstava odpadlíků – Kutná Hora
- 1993 – Výstava odpadlíků – Boskovice
- 1994 – "Návraty snů" – Kutná Hora
- 1996 – "OSAKA TRIENNALE PAINTINGS" – Osaka, Japonsko (2 obrazy zakoupeny Galerií moderního umění v Osace[zdroj⁠?!])
- 1997 – "OPUS MAGNUM"- Dům u Kamenného zvonu – Praha
- 1997 – "Vyšehrad-LUGHNASADH" – Praha
- 1998 – "BELTINE" – Křivoklát
- 1999 – "LUGHNASADH - Praha
- 1999 – "LUGHNASADH" – Vídeň
- 1999 – "LUGHNASADH" – Dublin, Irsko
- 2000 – "LUGHNASADH" – Praha
- 2001 – "LUGHNASADH" – Praha

samostatné
- 1985 – Divadlo v Řeznické – Praha
- 1987 – Divadlo v Řeznické – Praha
- 1987 – Galerie Dejvická – Praha
- 1987 – Junior klub Na Chmelnici – Praha
- 1989 – Klub Delta – Praha
- 1993 – "PUTREFACTIO" – Galerie Fronta – Praha[3]
- 1995 – "CONIUNCTIO OPPOSITORUM" – Schwarzenberský palác – Praha
- 1997 – Galerie Pošta, Benešov u Prahy
- 1998 – "COAGULATIO" – Galerie Bratří Čapků – Praha
- 1998 – Galerie Fronta – Praha
- 1998 – Galerie Skácelík – Olomouc
- 1999 – Galerie Zlata Debnar – Praha
- 1999 – Galerie Petra Brandla – Praha
- 2001 – "SAMHAIN" – Galerie Artes Ferreae – Mokřina (Cheb)
- 2002 – Galerie Špejchar – Želkovice (Beroun)
- 2003 – Umělecká škola – Görlitz
- 2011 – Oppido (galerie u Zvoníčků) – Kamenice u Prahy
- 2012 – Galerie Tinta – Praha
- 2012 – Galerie „Čechův mlýn“ Slabce – (Slaný)
- 2012 – Hotel Hoffmeister galerie – Praha
- 2014 – Galerie Mladotický mlýn – Mladotice
- 2024 - Divadlo Karla Pippicha - Chrudim